# Reino Unificado
El Reino Unificado (también llamado Reino Reunido) es un Estado ficticio perteneciente al legendarium del escritor británico J. R. R. Tolkien y que aparece en su novela El Señor de los Anillos. Es el nombre con él se conoció a la unificación de los reinos de Gondor y Arnor tras la Guerra del Anillo, acontecida a finales de la Tercera Edad del Sol. Sus capitales eran Annúminas (capital de Arnor) y Minas Tirith (capital de Gondor). 
Su primer rey fue Aragorn II, coronado con el nombre de Elessar, quien fue sucedido por su hijo Eldarion tras su muerte en el año 120 de la Cuarta Edad del Sol.
Se mantuvo la senescalía que anteriormente gobernó Gondor cuando el linaje de los reyes se cortó, aunque los senescales no conservaban los mismos poderes de antes y estaban bajo las órdenes del Rey. No obstante, recibieron un nuevo título, el de Príncipes de Ithilien, y a partir de entonces vivieron en Emyn Arnen. El primer senescal del Reino Unificado fue Faramir, hijo del anterior senescal, Denethor II, y el cargo siguió heredándose de padre a hijo.

## Geografía
Durante el reinado de Aragorn, el Reino Reunido ampliado para recuperar todos los territorios que habían pertenecido originalmente a ambos Arnor y Gondor en sus grandes extensiones, excluyendo solo Rohan y la Comarca
Adicionalmente, durante el primer siglo de la Cuarta Edad Aragorn llevó a los ejércitos del Reino Reunido en muchas campañas militares exitosas que:
- Retomó la provincia del sur de Gondor (Harondor).
- Restableció su dominio sobre Rhovanion (Tierras Salvajes) hacia el este hasta el mar de Rhûn.
- Conquistaron a los Corsarios de Umbar, que habían atacado a Gondor durante la Guerra del Anillo.

Umbar había sido originalmente un puerto de Númenor y una importante ciudad de Gondor en los tiempos antiguos antes de finalmente ser conquistada por los seguidores de Castamir después de la Lucha entre Parientes, que distanció de Gondor Umbar y Harad amistad. Elessar finalmente reconquistó la ciudad, y el Reino Reunido extendía a lo largo de la costa sur de la boca del río Anduin hacia el Puerto de Umbar. Gran parte de Harad fue derrotado y se convirtieron en estados tributarios. Aragorn se llevó a cabo también a ser señor de Valle (que incluía Esgaroth o Lago Largo), y del reino enano de Erebor , a pesar de estos aliados mantuvieron su propia regla y reyes. Aragorn se supone que ha reconstruido la antigua capital del norte de Annúminas.

## Reyes del Reino Unificado
- Elessar Telcontar
- Eldarion Telcontar

## Senescales o Señores de Emyn Arnen
La dinastía de los senescales siguió siendo hereditaria de padre a hijo. En este caso los poderes que tenían los Senescales en los tiempos que no había reyes se les quitaron y obedecían al Rey. Los senescales habitaban en Emyn Arnen en vez de en Minas Tirith donde ahora residirán los reyes. También se les llamaba Señores de Emyn Arnen. El primer Senescal del Reino Unificado fue Faramir.
- Faramir (3019-82 C.E.)
- Elboron (82-... C.E.)
- Barahir II (...-... C.E.)

### Faramir
Faramir accedió al cargo de Senescal al ser el hijo del último Senescal de Gondor en aquel entonces, Denethor II también padre de su hermano Boromir que murió en Amon Hen a flechazos por Lurtz (en las películas). Su mujer, la dama Éowyn fue bautizada Dama de Ithilien. Más tarde, en el año 82 de la Cuarta Edad del Sol fue sucedido en el cargo por su hijo Elboron.
- Datos: Q2069665